# Jim Klein
Jim Klein (* vor 1971) ist ein Filmeditor, Filmregisseur, Filmproduzent und Dokumentarfilmer der für zwei Oscars nominiert war.

## Leben
Jim Kleins Karriere als Regisseur im Filmgeschäft begann im Jahr 1971, als er seinen Dokumentarfilm Growing Up Female veröffentlichte. Neben einer Dokumentation über Methadon bzw. deren Drogenhandel veröffentlichte er auch den Film Union Maids, wofür er mit Julia Reichert und Miles Mogulescu bei der Oscarverleihung 1978 eine Nominierung in der Kategorie „Bester Dokumentarfilm“ erhielt. Die Auszeichnungen erhielten jedoch die Macher von Who Are the DeBolts? And Where Did They Get Nineteen Kids?. Seine zweite Nominierung bei den Oscars erhielt er 1984 für Seeing Red. Auch diesmal ging der Preis an die Konkurrenz und so erhielt Emile Ardolino die Auszeichnung für seinen Film.
Neben der Editortätigkeit bei Dokumentarfilmen, übte er dies auch bei Spielfilmen wie zum Beispiel The Dream Catcher – Auf der Spur der Träume mit Maurice Compte in der Hauptrolle oder The Speed of Life aus.

## Filmografie (Auswahl)

### Regisseur
- 1971: Growing Up Female
- 1976: Union Maids
- 1983: Seeing Red
- 1990: Letter to the Next Generation

### Editor
- 1971: Growing Up Female
- 1976: Union Maids
- 1983: Seeing Red
- 1999: The Dream Catcher – Auf der Spur der Träume (The Dream Catcher)
- 2006: Independent Lens (Fernsehserie)
- 2008: The Amnesia Party (Kurzfilm)